# Isabel Günther

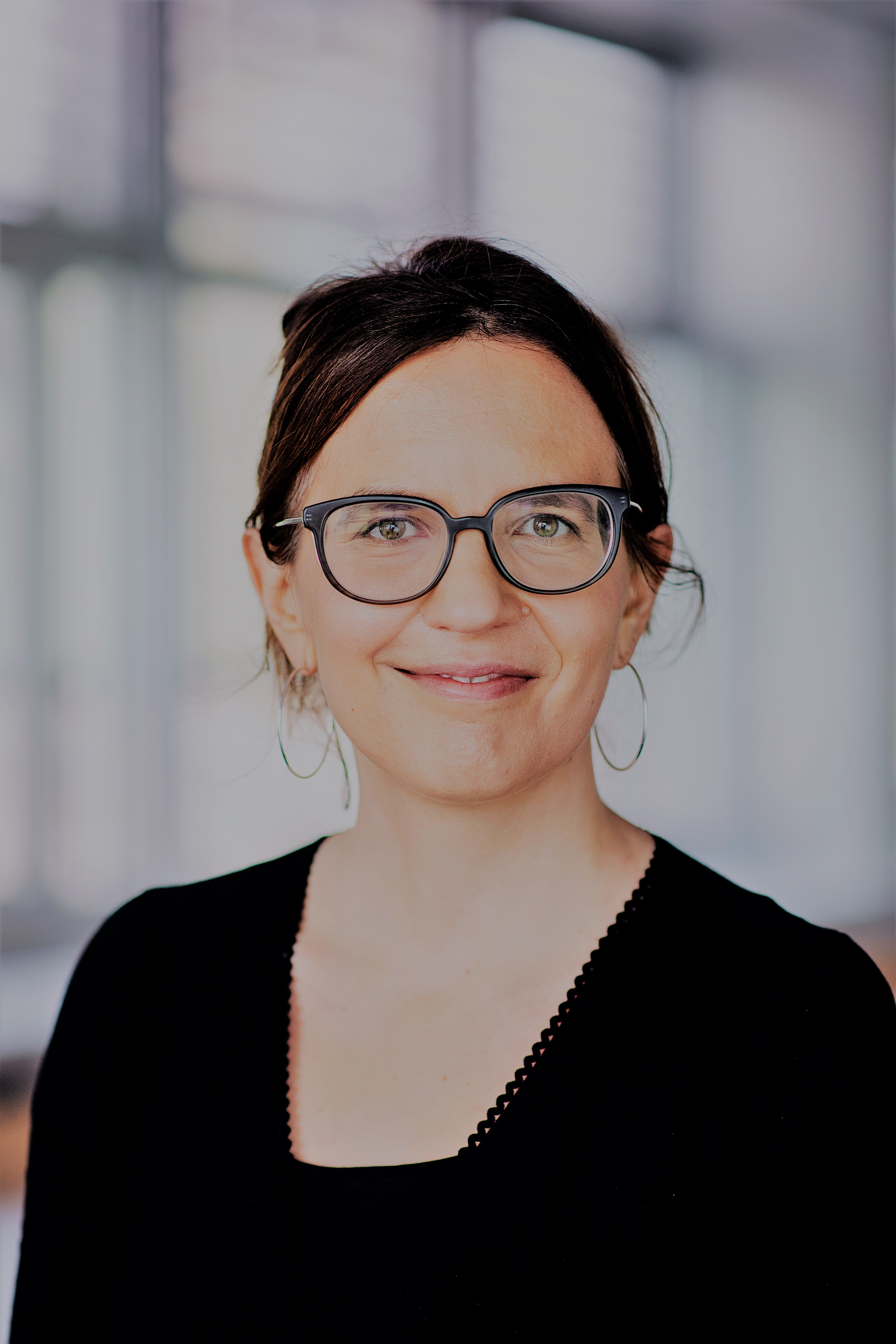
Isabel Günther (2021)

Isabel Günther (geboren am 21. Dezember 1978) ist eine deutsche Ökonomin und Hochschullehrerin.

## Werdegang
Günther studierte von 1998 bis 2002 an der Northeastern University in Boston, wo sie mit einem Bachelor in International Business abschloss, und an der European School of Business in Reutlingen, wo sie einen Abschluss als Diplom-Betriebswirtin machte. Von 2002 bis 2003 absolvierte sie ein Masterstudium an der Vienna School of International Studies. 2007 wurde sie an der Universität Göttingen im Fach Entwicklungsökonomie promoviert. Anschließend war sie von 2006 bis 2008 Postdoc in Harvard.
Von 2008 bis 2014 war Günther Assistenzprofessorin für Entwicklungsökonomie an der ETH Zürich. Seit 2014 ist sie Professorin für Entwicklungsökonomie und Direktorin des ETH NADEL Centre for Development and Cooperation.

## Forschung
Günther forscht zu empirischer Mikroökonomie. Schwerpunkte sind die Messung von Armut und Ungleichheit, Technologien und Politiken zur Armutsreduktion sowie die Wirksamkeit von Entwicklungszusammenarbeit. Geografisch konzentriert sie sich auf die Länder Afrikas. Forschungsaufenthalte führten sie nach Benin, Burkina Faso, Äthiopien, Kenia, Uganda und Südafrika.
Günther ist Gründerin und Sprecherin des interdisziplinären Netzwerkes ETH for Development. Ziel dieses Projekts ist es, die Armut der Bevölkerung in den ärmsten Länder der Welt mittels des Potenzials technologischer Innovationen zu bekämpfen.

## Schriften
- Isabel Günther: Empirical Analysis of Poverty Dynamics; With Case Studies from Sub-Saharan Africa. Peter Lang, Frankfurt a. M. et al. 2007, ISBN 978-3-631-75359-0.